# Svart bivråk
Svart bivråk (Henicopernis infuscatus) är en hotad fågel i familjen hökar. Den förekommer enbart på en enda ö i Bismarckarkipelagen utanför Nya Guinea.

## Utseende och läten
Svart bivråk är en stor (50 cm) och kraftigt bandad rovfågel. I flykten syns lång stjärt och långa vingar med karakteristiskt utbuktande armpennor och breda vingspetsar. Fjäderdräkten är nästan helt svart med tydliga vita band på ving- och stjärtpennorna. Lätet består av en accelererande serie pipande och uppåtböjda toner.

## Utbredning och systematik
Fågeln förekommer enbart på ön Niu Briten (New Britain) i Bismarckarkipelagen tillhörande Papua Nya Guinea. Den behandlas som monotypisk, det vill säga att den inte delas in i några underarter.

## Levnadssätt
Arten ses vanligen glida över bergsbelägen urskog upp till 1300 meters höjd. Få fynd finns från avverkad skog, men dess habitatkrav är dåligt kända. Den tros födosöka liknande långstjärtad bivråk (Henicopernis longicauda) som jagar ovan eller inne i trädkronorna på jakt efter leddjur, ödlor, fåglar och fågelägg.

## Status och hot
Svart bivråk har en liten världspopulation, bestående av uppskattningsvis mellan 6.000 och 15.000 vuxna individer. Den tros också ha påverkats negativt av skogsavverkningar, till viss del för att bereda plats för palmoljeodlingar. Under senare år har dock avverkningarna avtagit. Internationella naturvårdsunionen IUCN kategoriserar arten som sårbar.